# Franciszek Gajowniczek

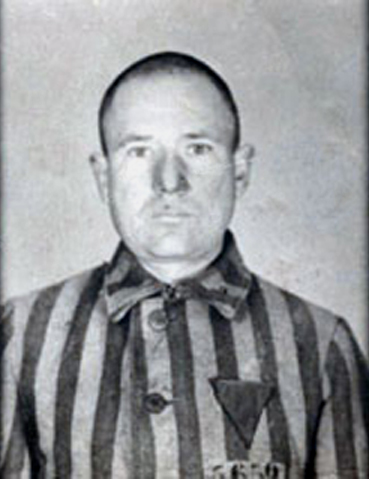
Franz Gajowniczek; um 1941 im KZ Auschwitz entstandenes Häftlingsfoto

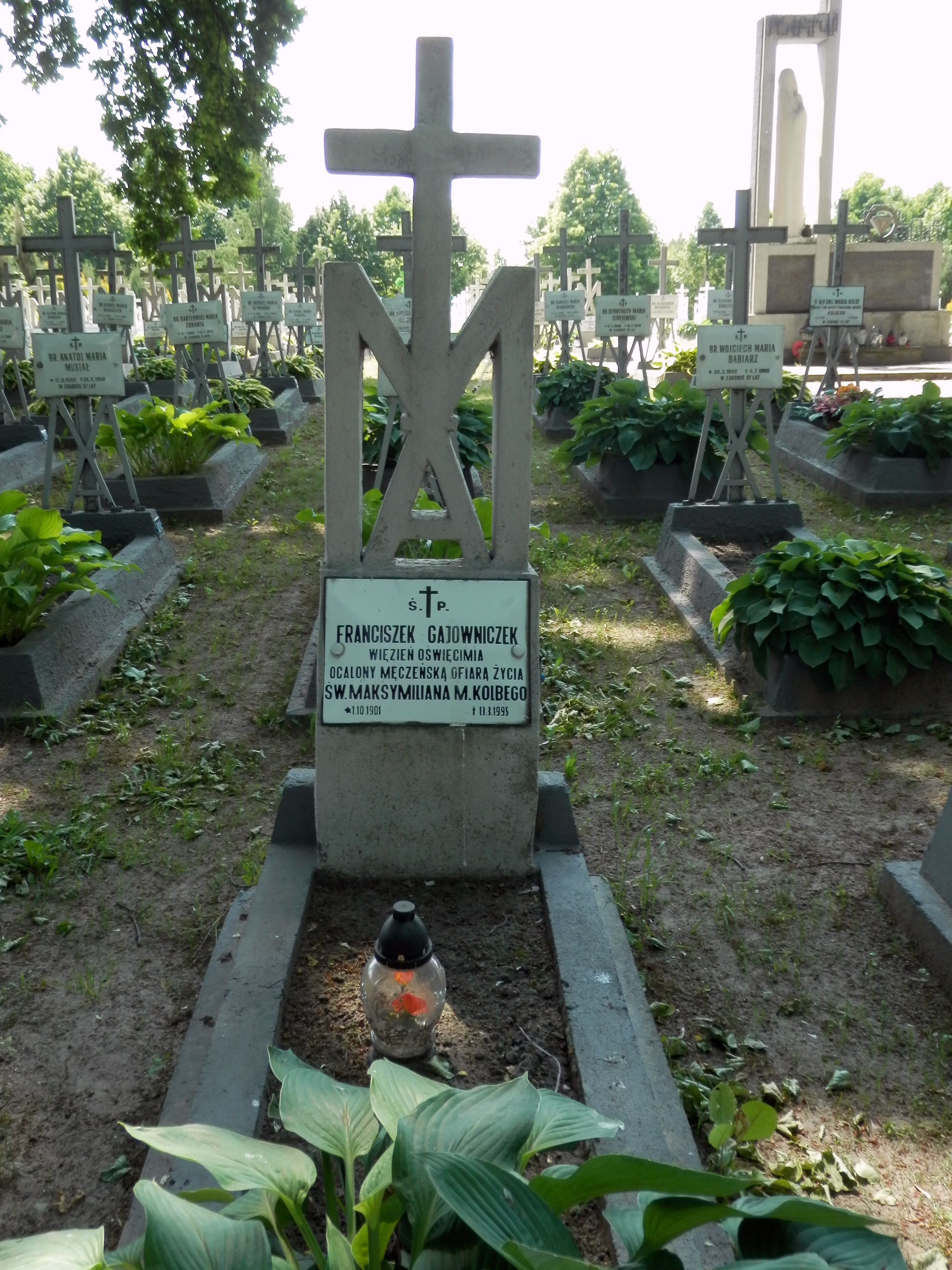
Grab von Franciszek Gajowniczek auf dem Friedhof Niepokalanów

Franciszek Gajowniczek (* 15. November 1901 in Strachomin (heute Gemeinde Latowicz im Powiat Miński); † 13. März 1995 in Brzeg) war ein Sergeant der polnischen Armee, der im KZ Auschwitz inhaftiert wurde. Am 29. Juli 1941 wurden Männer als Vergeltungsmaßnahme für die vermutete Flucht eines Häftlings zur Ermordung aussortiert. Franciszek Gajowniczek, der eine Frau und zwei Söhne hatte, brach in lautes Wehklagen um sich und seine Familie aus. Der Mithäftling und polnische Franziskaner-Minorit Pater Maximilian Maria Kolbe bat den Lagerkommandanten Karl Fritzsch, den Platz Gajowniczeks einnehmen zu dürfen. Pater Maximilian Maria Kolbe wurde am 14. August 1941 durch eine Phenolinjektion ermordet, nachdem er anstelle von Gajowniczek zwei Wochen im berüchtigten „Hungerbunker“ überlebt hatte.
Mithäftlinge machten Gajowniczek für den Tod Pater Kolbes verantwortlich und schikanierten ihn. Am 25. Oktober 1944 wurde er von Auschwitz in das KZ Sachsenhausen gebracht, wo er 1945 von den Alliierten befreit wurde. Er kam nach fünf Jahren, fünf Monaten und neun Tagen frei. Seine Söhne, die er nie mehr sah, wurden bei einer sowjetischen Bombardierung 1945 getötet. 1982 nahm er an der Heiligsprechungszeremonie Pater Kolbes teil. Er reiste durch Europa und die USA und berichtete über das Wirken des Paters. Seine Frau Helena starb 1977. Später heiratete er erneut. Seine zweite Frau Janina überlebte ihn und erklärte anlässlich seines Todes, er habe stets eine Gegenwart Pater Kolbes wahrgenommen und sei nun zu ihm gegangen.